# Seznam českých hráčů v NHL v sezóně 2015/2016
Toto je seznam hráčů Česka a jejich statistiky v sezóně 2015/2016 NHL.

| Tým                 | Věk | Hráč              | Post | Počet zápasů | Branky | Asistence | Body | Počet zápasů v play off | Branky v play off | Asistence v play off | Body v play off |
| ------------------- | --- | ----------------- | ---- | ------------ | ------ | --------- | ---- | ----------------------- | ----------------- | -------------------- | --------------- |
| Florida Panthers    | 43  | Jaromír Jágr      | F    | 79           | 27     | 39        | 66   | 6                       | 0                 | 2                    | 2               |
| Boston Bruins       | 29  | David Krejčí      | F    | 72           | 17     | 46        | 63   | Ne                      |                   |                      |                 |
| Philadelphia Flyers | 26  | Jakub Voráček     | F    | 73           | 11     | 44        | 55   | 6                       | 1                 | 0                    | 1               |
| Montreal Canadiens  | 33  | Tomáš Plekanec    | F    | 82           | 14     | 40        | 54   | Ne                      |                   |                      |                 |
| San Jose Sharks     | 22  | Tomáš Hertl       | F    | 81           | 21     | 25        | 46   | 20                      | 6                 | 5                    | 11              |
| Florida Panthers    | 31  | Jiří Hudler       | F    | 72           | 16     | 30        | 46   | 6                       | 0                 | 1                    | 1               |
| Arizona Coyotes     | 28  | Martin Hanzal     | F    | 64           | 13     | 28        | 41   | Ne                      |                   |                      |                 |
| Tampa Bay Lightning | 24  | Ondřej Palát      | F    | 62           | 16     | 24        | 40   | 16                      | 4                 | 6                    | 10              |
| Dallas Stars        | 32  | Aleš Hemský       | F    | 75           | 13     | 26        | 39   | 12                      | 1                 | 3                    | 4               |
| Calgary Flames      | 27  | Michael Frolík    | F    | 64           | 15     | 17        | 32   | Ne                      |                   |                      |                 |
| Vancouver Canucks   | 34  | Radim Vrbata      | F    | 63           | 13     | 14        | 27   | Ne                      |                   |                      |                 |
| Boston Bruins       | 19  | David Pastrňák    | F    | 51           | 15     | 11        | 26   | Ne                      |                   |                      |                 |
| Chicago Blackhawks  | 31  | Tomáš Fleischmann | F    | 76           | 14     | 11        | 25   | 4                       | 0                 | 0                    | 0               |
| Carolina Hurricanes | 24  | Andrej Nestrašil  | F    | 55           | 9      | 14        | 23   | Ne                      |                   |                      |                 |
| Tampa Bay Lightning | 25  | Andrej Šustr      | D    | 77           | 4      | 17        | 21   | 16                      | 1                 | 2                    | 3               |
| Toronto Maple Leafs | 31  | Milan Michálek    | F    | 45           | 7      | 9         | 16   | Ne                      |                   |                      |                 |
| New York Islanders  | 38  | Marek Židlický    | D    | 53           | 4      | 12        | 16   | 5                       | 0                 | 1                    | 1               |
| San Jose Sharks     | 29  | Roman Polák       | D    | 79           | 1      | 15        | 16   | 23                      | 0                 | 0                    | 0               |
| Philadelphia Flyers | 25  | Radko Gudas       | D    | 76           | 5      | 9         | 14   | 6                       | 0                 | 0                    | 0               |
| St. Louis Blues     | 22  | Dmitrij Jaškin    | F    | 65           | 4      | 9         | 13   | 6                       | 1                 | 1                    | 2               |
| Chicago Blackhawks  | 37  | Michal Rozsíval   | D    | 51           | 1      | 12        | 13   | 4                       | 0                 | 0                    | 0               |
| Dallas Stars        | 21  | Radek Faksa       | F    | 45           | 5      | 7         | 12   | 12                      | 3                 | 2                    | 5               |
| Florida Panthers    | 28  | Jakub Kindl       | D    | 44           | 2      | 6         | 8    | 1                       | 0                 | 0                    | 0               |
| New Jersey Devils   | 39  | Patrik Eliáš      | F    | 16           | 2      | 6         | 8    | Ne                      |                   |                      |                 |
| Arizona Coyotes     | 33  | Zbyněk Michálek   | D    | 70           | 2      | 5         | 7    | Ne                      |                   |                      |                 |
| Arizona Coyotes     | 23  | Jiří Sekáč        | F    | 39           | 1      | 5         | 6    | Ne                      |                   |                      |                 |
| Calgary Flames      | 28  | Jakub Nakládal    | D    | 27           | 2      | 3         | 5    | Ne                      |                   |                      |                 |
| New Jersey Devils   | 27  | Jiří Tlustý       | F    | 30           | 2      | 2         | 4    | Ne                      |                   |                      |                 |
| Detroit Red Wings   | 23  | Petr Mrázek       | G    | 54           | 0      | 2         | 2    | 3                       | 0                 | 0                    | 0               |
| New Jersey Devils   | 18  | Pavel Zacha       | F    | 1            | 0      | 2         | 2    | Ne                      |                   |                      |                 |
| Carolina Hurricanes | 25  | Michal Jordán     | D    | 36           | 1      | 0         | 1    | Ne                      |                   |                      |                 |
| St. Louis Blues     | 34  | Martin Havlát     | F    | 2            | 1      | 0         | 1    | Ne                      |                   |                      |                 |
| Philadelphia Flyers | 27  | Michal Neuvirth   | G    | 32           | 0      | 1         | 1    | 3                       | 0                 | 0                    | 0               |
| Pittsburgh Penguins | 21  | Dominik Simon     | F    | 3            | 0      | 1         | 1    | Ne                      |                   |                      |                 |
| Winnipeg Jets       | 28  | Ondřej Pavelec    | G    | 33           | 0      | 0         | 0    | Ne                      |                   |                      |                 |
| Calgary Flames      | 29  | Ladislav Šmíd     | D    | 22           | 0      | 0         | 0    | Ne                      |                   |                      |                 |
| New Jersey Devils   | 23  | Vojtěch Mozík     | D    | 7            | 0      | 0         | 0    | Ne                      |                   |                      |                 |
| Detroit Red Wings   | 23  | Tomáš Nosek       | F    | 6            | 0      | 0         | 0    | Ne                      |                   |                      |                 |
| Colorado Avalanche  | 23  | Roman Will        | G    | 1            | 0      | 0         | 0    | Ne                      |                   |                      |                 |

- F = Útočník
- D = Obránce
- G = Brankář